# Juan-de-Fuca-Rücken

Schematische Karte der Plattenkonfiguration und Plattengrenzen im Pazifischen Nordwesten Nordamerikas (Norden ist oben links).

Der Juan-de-Fuca-Rücken ist ein etwa 500 Kilometer langer Mittelozeanischer Rücken nahe dem nordöstlichen Rand des Pazifiks vor Vancouver Island und der Küste der US-Bundesstaaten Washington und Oregon. Er bildet den mittleren Teil eines Rücken-Transformstörungssystems, das die Pazifische Platte im Westen von drei Kleinplatten, der Explorer-Platte, der Juan-de-Fuca-Platte und der Gorda-Platte, im Osten trennt. Im Norden stößt der Juan-de-Fuca-Rücken an die Sovanco-Bruchzone, über die er mit dem Explorer-Rücken verbunden ist. Im Süden wird er von der Blanco-Bruchzone begrenzt, über die er mit dem Gorda-Rücken in Verbindung steht. Dieses System gilt als ein Teil des Ostpazifischen Rückens, der infolge der Kollision dieses Rückens mit dem Nordamerikanischen Kontinentalblock seit ca. 30 Millionen Jahren und fortgesetzter Westdrift Nordamerikas immer kürzer und immer mehr isoliert wurde.
Rücken und gleichnamige Platte sind nach der Juan-de-Fuca-Straße südlich von Vancouver Island benannt. Die wissenschaftliche Ersterwähnung und Benennung des Juan-de-Fuca-Rückens erfolgten 1965 durch den kanadischen Geologen John Tuzo Wilson.
Mit der entlang des Rückens stattfindenden Ozeanbodenspreizung geht ein intensiver untermeerischer Vulkanismus einher. Der bedeutendste Vulkan ist der Tiefseeberg Axial Seamount, der am Schnittpunkt des Juan-de-Fuca-Rückens mit der Cobb seamount-Kette liegt. Er überragt den Ozeanboden um 1100 m und steigt damit bis auf 1400 m unterhalb des Meeresspiegels auf. Seine Ausbrüche 1998 und 2011 konnten durch Messgeräte beobachtet werden. Aufgrund dieser Beobachtungen konnte mit dem Ausbruch vom 24. April 2015 erstmals ein Vulkanausbruch präzise vorhergesagt werden.
Die Spreizungsrate am Juan-de-Fuca-Rücken beträgt um die 5 cm pro Jahr.